# Pedro Bustamante (escritor)
Pedro Nolasco del Corazón de Jesús Bustamante (Montevideo, 31 de enero de 1824 - Montevideo, 22 de febrero de 1891) fue un abogado, político, catedrático y filósofo moralista uruguayo, dos veces ministro de Hacienda (1868 y 1875), rector de la Universidad de la República entre 1869 y 1871. Uno de los padres del liberalismo en el Uruguay. 

## Biografía

### Orígenes familiares y juventud
Fueron sus padres José Ramón Bustamante Ubarri y Regina Eugenia San Martín. Su padre, nacido en Santurce, Vizcaya, en 1793, llegó a Montevideo en 1808. Se batió en la batalla de las Piedras en el bando español y figuró entre los defensores de la plaza hasta 1814. Fue uno de los “expulsos” que el Cabildo envió al campamento de Artigas en Purificación en 1815. Alistado a la fuerza en el ejército del caudillo, sirvió como soldado en la batalla del Catalán (4 de enero de 1817), donde fue rescatado por el marqués de Alegrete y restituido a Montevideo. En 1841 fue electo diputado por el departamento de Maldonado y durante la Guerra Grande sirvió como banquero de la defensa, entre 1842 y 1852. Poseía una casa-quinta (que luego ocuparía su hija Fortunata, casada con Justino Viana) ubicada en la conjunción de los caminos J. Suárez y Reyes, hoy 19 de Abril.  
Su madre era hija de Manuel Cándido de San Martín, que en 1806 se alistó como voluntario para repeler la invasión británica y un año más tarde fue capitán graduado de teniente coronel del Cuerpo de Artillería Urbano de Montevideo. En 1822 el gobernador Mansilla lo nombró Secretario de la Comandancia de Gualeguay, Entre Ríos. Años más tarde, de vuelta en Uruguay, se desempeñó como preceptor de la Escuela Normal, hasta su destitución en 1832 por hallarse complicado en el movimiento lavallejista. Simpatizante del bonapartismo, ejerció como profesor de francés en Paysandú hasta su muerte en 1847.
Fue hermano mayor de José Cándido Bustamante.  
Al momento de estallar la guerra civil, en 1839, cursaba sus estudios de Humanidades en el Colegio de los Padres Escolapios.

### Actividad académica
Obtuvo el título de doctor en Leyes en la Universidad de Buenos Aires en 1862, durante su destierro. Allí fue discípulo de Nicolás de Avellaneda. 
En 8 de marzo de 1867 se integró a la cátedra de Economía Política de la Universidad de la República, que debía dictar, ámbito que durante décadas fue el único que impartiera conocimientos universitarios en la materia.
Los años iniciales de su cátedra, ceñidos por la orientación del texto de Garnier, ejemplificaron la subordinación conceptual de la economía a normas y leyes inmutables. Al mismo tiempo, su concepción de la moral como criterio absoluto de valor, se vinculaba al fondo espiritualista del antiguo cristianismo doctrinal. Ilustra adecuadamente el alcance y la contextura de lo moral en el pensamiento de Bustamante, uno de sus olvidados ensayos, referido a la doctrina de Bentham, y a la influencia de este autor del medio rioplatense. Allí persigue, desde sus orígenes en el siglo XVIII, la eclosión del utilitarismo en sus contactos con el liberalismo y en su insinuante “materialismo social” enaltecido, con la prestigiosa aureola que le otorgó Bentham, su fundador. Luego encara su influencia en el medio rioplatense, ejemplificándola en uno de sus tempranos discípulos, el Dr. Lucas Obes, a partir del cual enjuicia la repercusión — funesta a su modo de ver — de esa doctrina en la vida política y social del Uruguay.
En el dominio estricto de la ciencia económica, la adopción del texto de Baudrillart significó una obligada consecuencia con sus principios filosóficos. En el convencimiento de que la sociedad se rige por leyes naturales que son expresión de relaciones espontáneas entre los hombres, y que en el estímulo de las iniciativas individuales reside el fin último de la actividad económica, Bustamante halló en el "Manual" de Baudrillart el vehículo didáctico para la definición de sus principios liberales. Carlos María de Pena, testigo y cronista de la evolución metodológica del aula, recuerda así su adopción en la cátedra: "No desconocemos la reacción que produjo al introducir en la enseñanza el doctor Pedro Bustamante, en armonía con sus principios liberales, con su acerado temperamento de crítico y su inflexible criterio de moralista, el 'Manual' de Baudrillart, consagrado principalmente a doctrinar con cierta severidad dialéctica; a señalar relaciones estrictas de economía y ética; a establecer a priori conclusiones sintéticas en claro, conciso, y elegante lenguaje expuestas".
El "Manual" de Baudrillart empezaba a circular en el aula montevideana en los días que sucedieron a la crisis financiera de 1868. Cerrada su gestión ministerial en los prolegómenos del derrumbe, Bustamante inicia un paréntesis en su actividad política. En su prédica universitaria sin duda se recoge el saldo de la experiencia que termina de depararle su efímera labor de gobernante. La exposición y comentario de Baudrillart no excluye, por lo demás, la crítica y aun la disidencia abierta: acérrimo partidario del derecho de emisión y de la conversión e implacable opositor del papel moneda y del curso forzoso, sus opiniones en materia bancaria fueron opuestas a las del publicista francés, como lo hizo constar en varias oportunidades — incluso en la Cámara de Representantes — al defender su proyecto de libertad de emisión en 1873. El fondo doctrinario de sus ideas económicas resistió inconmovible a las perturbaciones de 1868 y 1869 aferrándose invariablemente a ellas más tarde como diputado y como postrer ministro de Hacienda de los últimos días del gobierno principista. Bustamante perteneció, sin duda en su medida, a aquel orden de "utopistas del liberalismo" que al decir de Croce tipificara Bastiat hacia mediados de siglo. Tampoco escapa Bustamante al juicio de Croce cuando, sostiene que estos sistematizadores que pretendieron descubrir las leyes de la convivencia humana no hicieron sino poner la ley de la historia más allá de la historia.
La página acaso más ilustrativa de la orientación de Bustamante corrobora esa filiación. Aun con las disidencias parciales que guarda respecto de Bastiat (el espíritu volteriano que anima los "Sofismas"), el credo de Bustamante, explícito en el siguiente fragmento, no se apartó sustancialmente del tono normativo de los economistas de 1850: "La economía política — decía al tomar posesión del aula en 1867 — ha reducido a su verdadero valor esas quimeras peligrosas que no ha mucho conmovieron en sus cimientos a las sociedades europeas [alude al socialismo] y también han servido en Francia a la causa del despotismo anárquico, asegurándoles el puesto preeminente que les corresponde entre las invenciones de la humana locura; y ha demostrado con argumentos incontestables e incontestados: 1° que toda la riqueza deriva de la energía del trabajo individual o de la actividad espontánea de los hombres, la cual se somete por sí misma o por la sola fuerza de las cosas, a ciertas leyes regulares y constantes que la encaminan hacia los resultados más felices; y 2° que la más fecunda y admirable organización de la industria, la que más justa y equitativamente distribuye los frutos del trabajo, es la organización natural, aquella que hace esa distribución con sujeción al principio que dice: 'a cada uno según su capacidad y a cada uno según sus obras'".
En su vejez Julio Herrera y Obes recordaba a su antiguo compañero de cenáculo de la siguiente forma: "Se había dedicado especialmente al estudio de las cuestiones económicas y financieras que por su naturaleza de positivas y experimentales, no se adaptaban bien a la índole de su inteligencia enamorada de los principios absolutos, de las teorías que suponen la ciencia económica regida en su fenomenalidad por leyes universales e invariables".
En 1869 fue elegido como Rector de la Universidad de la República, cargo que ocupó hasta 1871. Alfredo R. Castellanos, en un artículo publicado en la revista “Marcha” (1973) cita la opinión de Blanca París respecto a la gestión del doctor Bustamante en el rectorado. “La profundización en las investigaciones del derecho, atendiendo los nuevos reclamos de la época; el restablecimiento de la disciplina interna un tanto quebrantada en el agitado ambiente estudiantil; la dotación presupuestal de cátedras para echar las bases de la futura Facultad de Medicina, la ampliación de la Biblioteca, la integración de comisiones formadas por elementos destacados para estudiar la reorganización de las diversas ramas de la Universidad reformada, delineando la gestión rectoral del austero principista que habría de continuar en las Cámaras del 73 su trayectoria ciudadana”.
Realizó una intensa actividad, solicitando al gobierno la sanción de nuevos planes y reglamentos. Procuró restablecer la disciplina interna: “No se me oculta — decía el flamante rector — el concepto, acaso exagerado, que muchos de los jóvenes estudiantes tenían de mi severidad al tiempo de mi elección, pero dado el estado en que encontré este Establecimiento al recibirme de él... es permitido asegurar que sin desplegar severidad no era ya posible salvar a la Universidad; y agregaré, que la misma opinión exagerada que se ha tenido de la mía, me ha valido no poco para vencer en breve tiempo las resistencias con que era forzoso luchar para conseguir el restablecimiento del orden y de la subordinación, primera condición de conservación y progreso en establecimientos de esta especie, y para cortar ciertos abusos que obstaban invenciblemente a la regularidad y aprovechamiento de los estudios”.
Las dificultades internas del país no impidieron la formación del cuadro docente más brillante hasta entonces. Carlos María Ramírez y Justino Jiménez de Aréchaga dictaban derecho constitucional; Alejandro Magariños Cervantes, derecho natural; en la de penal, Gonzalo Ramírez; Antonio Vigil enseñaba derecho civil; Plácido Ellauri daba cátedra de Filosofía y el joven abogado Francisco Lavandeira, de economía política. Eran los representantes y pilares del liberalismo, predicado por el doctor Carlos de Castro desde la cátedra de economía política (1861), que había evolucionado hasta devenir norma y doctrina. Este es el origen del civilismo, característica esencial del principismo político.
El faro de su filosofía política era, como es de esperar, un rechazo acérrimo de la dictadura. El Estado era el Leviatán, el eterno centinela, el persecutor del hombre como ser individual, dispuesto a reservarse el derecho a ejercer y dirigir todas las posibilidades que ofrecía la industria, el comercio, la educación y la prensa. Ese ardor por la libertad política y económica encandiló a los jóvenes universitarios del 70. Todo se discutía en las aulas, en los clubs, en la prensa, y así llegaron a conocer toda la paleta de doctrinas económicas, filosóficas y religiosas, siendo el liberalismo la meta final.
Desde su cargo, Bustamante apoyó la doctrina jurídica de la libertad de estudios, contraria a la tesis del monopolio estatal. Sugirió asimismo la creación de las cátedras de Derecho Constitucional y de Derecho Penal, inauguradas en 1871.
Al dejar su cargo, en julio de 1871, Bustamante reiteraba los reclamos del apoyo legislativo para nuevos reglamentos y nuevos planes de estudios y enunciaba además la que sería doctrina jurídica de la Universidad en los años setenta: la libertad de estudios. El concepto del monopolio de la enseñanza por el Estado, tesis que tuvo plena vigencia en la época de Herrera y Obes, había sido suplantada, a instancias de la irradiación de los postulados de la Economía Política, por el de la libertad. “Una acertada reforma… y una mayor libertad acordada por el legislador a la enseñanza superior y científica que es la que más la necesita — decía Bustamante a la Sala de Doctores —, porque la verdadera ciencia no puede progresar ni aun existir siquiera sin libertad, darían un poderoso impulso al desarrollo de los estudios universitarios. Soy en efecto, de los que creen, que en educación como en industria, comercio, etc., nada hay que pueda suplir la benéfica acción de la libre concurrencia; y si necesitamos hechos en que apoyar mi opinión a tal respecto, los encontraría en los espléndidos resultados que ha producido en Alemania, en Bélgica y en los Estados Unidos el establecimiento de las universidades libres. Más aún: tengo la conciencia de que no sería nuestra Universidad la que menos ganase en todo sentido con la adopción de semejante régimen: pero, a no dudarlo, ganaría el país, y es lo principal”. Y concluía diciendo: “Mientras eso no se realiza, redoblemos y unamos todos nuestros esfuerzos, señores de la Sala de Doctores, miembros del Consejo y Catedráticos de la Universidad, a fin de evitar que esta institución, surgida como por encanto de la situación más crítica y calamitosa porque haya pasado la República, se derrumbe en una época relativamente próspera. Hagamos de esto cuestión de honor para el país y para cada uno de nosotros, imitando el noble ejemplo que nos legara el hombre que fue, puede decirse, el alma de su fundación, el inolvidable Dr. D. Luis José de la Peña. Que nuestro amor a las luces y nuestro anhelo por el adelanto intelectual de nuestra juventud estudiosa pueda más para mantenerla de pie que la indiferencia o mala voluntad de otros, para dar con ellos en tierra”.
El alejamiento de Bustamante del aula, ocurrido a fines de 1872 al resultar electo como representante nacional, clausura una etapa en la historia de la cátedra de economía en la Universidad de Montevideo.
Sus escritos históricos, filosóficos ("Meditaciones") y sobre el derecho están recopiladas en varias antologías.

### Actividad política
Tempranamente vinculado al partido partido Colorado, fue el camarista más joven de la Asamblea de 1852, donde templaría su moral política bajo la tutela de Juan Carlos Gómez.
Representante nacional en 1855 y 1857, la tensa atmósfera política que precedió a la revolución de ese último año le llevó a exiliarse en Buenos Aires. Regresó a Montevideo en 1865, con la imposición del florismo colorado del que fue implacable opositor.
En marzo de 1865 el gobierno lo designó para integrar el Superior Tribunal de Justicia y durante unos meses de 1868 fue Ministro de Hacienda designado por el gobierno de Lorenzo Batlle.
En 1873 retornó a la vida política, una vez más como diputado, pero abandonó el cargo antes de finalizar el mandato. Al poco tiempo fue designado nuevamente Ministro de Hacienda, esta vez del gobierno del Dr. José E. Ellauri, función que desempeñó desde septiembre de 1874 hasta enero de 1875, poco antes de que estallara el movimiento que depuso a las autoridades constitucionales.
La situación de las finanzas públicas eran desastrosas sobre toda ponderación y ningún ministro hubiera atinado a hacer cosa alguna de provecho. La cuestión de hacienda traía dentro de sí la perdición del gobierno, como tantas veces. Sin embargo, la caída se precipitó con el motín militar de enero de 1875, que depuso a las autoridades constitucionales. Esto lo alejó por varios años de la actividad política (se exilió nuevamente en Buenos Aires, donde pasó grandes dificultades económicas), continuando su militancia en las filas de la oposición como simple ciudadano.
Celebrada la conciliación de 1886 vuelve al escenario político, asumiendo como diputado bajo el gobierno de Máximo Tajes. Más tarde estuvo al frente del Banco Nacional por un breve período y a principios de 1890 asumió como senador por el Departamento de Canelones hasta la fecha de su muerte.

### Muerte
Su nieto, el poeta y escritor Raúl Montero Bustamante, recordaba los honores fúnebres: "Íbamos a pie, por el centro de la calzada, con mi padre y mis tíos, rodeando a Julio Herrera y Obes, que era entonces Presidente de la República, El séquito desfiló ante el ejército tendido en linea, que rendía honores. Las marchas fúnebres que ejecutaban las bandas militares, el son de los tambores que batían a la sordina, las banderas enlutadas, las descargas de artillería y fusilería, el olor de la pólvora, las preces religiosas exaltaban mi imaginación; pero esta exaltación se hizo mayor; cuando en el Cementerio, el Presidente de la República se adelantó hacia el féretro y pronunció, con conmovido acento, palabras que, sin entenderlas del todo, quedaron muchas de ellas grabadas en mi memoria para siempre: 'generación preclara que nos ha precedido en las luchas tumultuosas de la organización nacional'... 'caracteres fundidos en el fuego de las ideas y de los sentimientos de la revolución del 89', 'espíritus nutridos en la literatura romántica del año 1830', 'hombres que tenían el temple caballeresco del heroísmo, la idolatría de la patria, el fanatismo del honor, el culto de la virtud, la ambición sublime de la inmortalidad y de la gloria', 'desprecio altivo de la fortuna y de la vida que hace tan fácil y sencilla la práctica de la honradez, de la abnegación y el sacrificio'... ¡Cuánto de esto ha sonado después en mi espíritu y ha solido asomar a mi pluma!"

## Obras
Algunos de sus trabajos son:
- Necesidad de la educación del carácter (1876)
- La doctrina de Bentham, su influencia en el Uruguay (1876)
- De las leyes inconstitucionales (1876)
- Escuela de estadistas (1876)
- Memorias (inédito) (1878)
- El arte de gobernar (1878)
- El poder absoluto
- Leyendo a Maquiavelo
- Racionalismo y cristianismo (1878)
- Meditaciones (1879)
- Régimen penal (1879)
- La verdadera prosperidad (1879)
- El valor cívico (conferencia) (1883)
- Ética política. La autoridad moral (1885)
- Catecismo Constitucional de la República Oriental del Uruguay sobre Derecho (1896)